# 定安路駅
定安路駅（ていあんろえき）は、中華人民共和国浙江省杭州市上城区西湖大道と定安路交差点に位置する杭州地下鉄1号線の駅。

## 歴史
- 2012年4月23日：開業[1]。

## 駅構造
島式ホーム1面2線を有する地下駅。

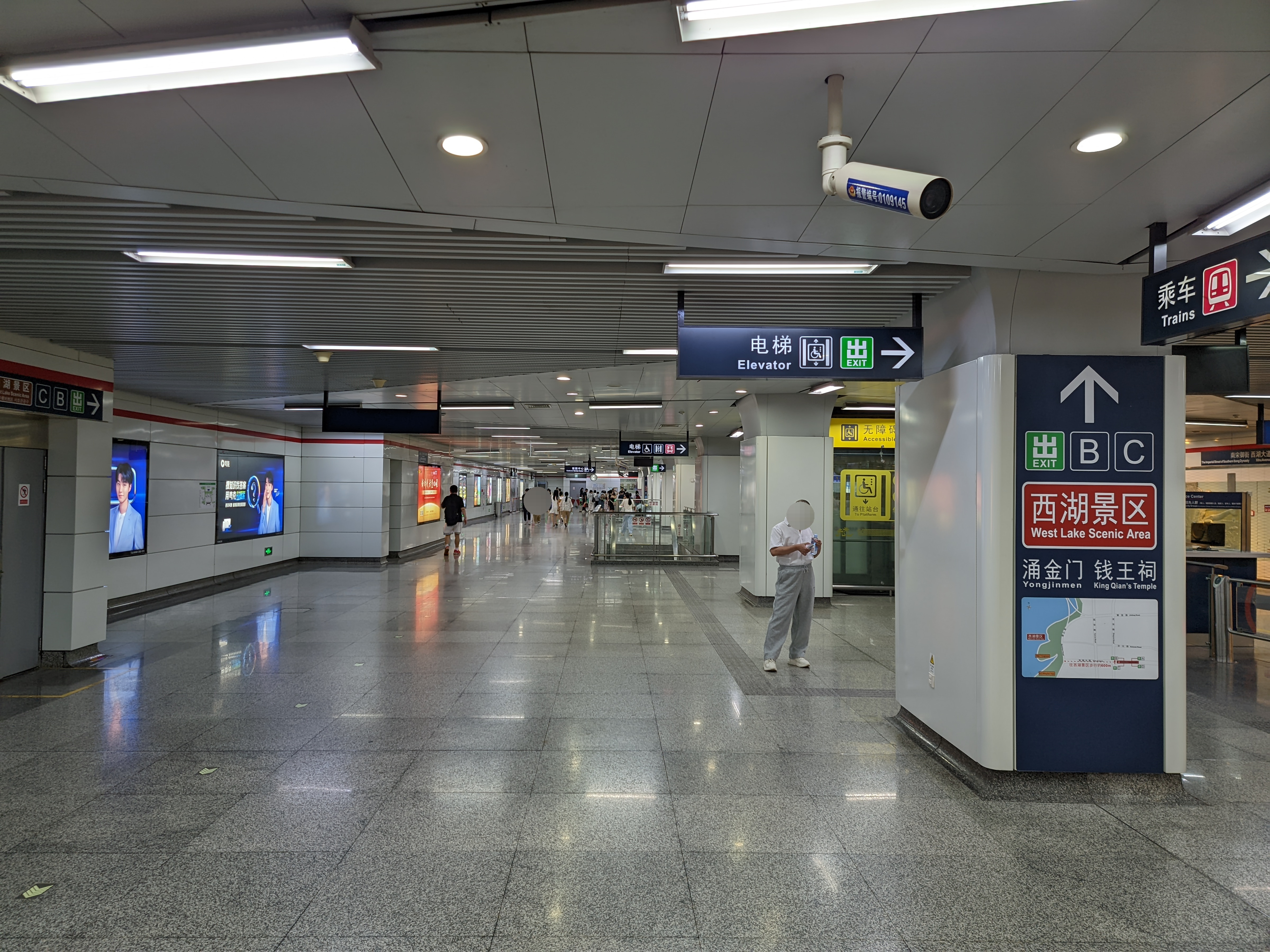
改札階
ホーム

### のりば
| 番線   | 路線    | 行先                                            |
| ------ | ------- | ----------------------------------------------- |
| 東方面 | ■ 1号線 | 城站・湘湖方面                                  |
| 西方面 | ■ 1号線 | 武林広場・火車東站・客運中心・ 蕭山国際機場方面 |

## 駅周辺
- 三元坊
- 西湖·定安名都
- 鳳凰寺
- 南宋御街

## 隣の駅
杭州地下鉄
■ 1号線
城站 - 定安路駅 - 竜翔橋駅